# Доніфен (Небраска)
Доніфен (англ. Doniphan) — селище (англ. village) в США, в окрузі Голл штату Небраска. Населення — 809 осіб (2020).

## Географія
Доніфен розташований за координатами 40°46′27″ пн. ш. 98°22′15″ зх. д. / 40.77417° пн. ш. 98.37083° зх. д. (40.774202, -98.370833).  За даними Бюро перепису населення США в 2010 році селище мало площу 1,32 км², уся площа — суходіл.

## Демографія
Згідно з переписом 2010 року, у селищі мешкало 829 осіб у 338 домогосподарствах у складі 217 родин. Густота населення становила 630 осіб/км².  Було 362 помешкання (275/км²).
Расовий склад населення:
| - 95,8 % — білих - 1,1 % — корінних американців - 0,1 % — чорних або афроамериканців - 2,3 % — осіб інших рас |

До двох чи більше рас належало 0,7 %. Частка іспаномовних становила 4,3 % від усіх жителів.
За віковим діапазоном населення розподілялося таким чином: 28,5 % — особи молодші 18 років, 59,3 % — особи у віці 18—64 років, 12,2 % — особи у віці 65 років та старші. Медіана віку мешканця становила 34,0 року. На 100 осіб жіночої статі у селищі припадало 100,7 чоловіків;  на 100 жінок у віці від 18 років та старших — 88,9 чоловіків також старших 18 років.
Середній дохід на одне домашнє господарство  становив 58 691 долар США (медіана — 47 163), а середній дохід на одну сім'ю — 72 020 доларів (медіана — 62 222). За межею бідності перебувало 8,8 % осіб, у тому числі 14,2 % дітей у віці до 18 років та 5,0 % осіб у віці 65 років та старших.
Цивільне працевлаштоване населення становило 519 осіб. Основні галузі зайнятості: освіта, охорона здоров'я та соціальна допомога — 21,4 %, роздрібна торгівля — 13,3 %, транспорт — 11,2 %.